# Турицов, Иван
Иван Георгиев Турицов (род. 18 июля 1999, Плевен) — болгарский футболист, защитник софийского ЦСКА и национальной сборной Болгарии.

## Клубная карьера
Иван Турицов, являющийся воспитанником ловечского «Литекса», в июле 2016 года был приглашён в академию софийского ЦСКА. После показанной хорошей игры в юношеской лиге в апреле 2017 года был заявлен за вторую команду столичного клуба. 30 апреля 2017 года дебютировал на профессиональном уровне, проведя на поле все 90 минут матча Второй лиги против «Этыра».
Для набора игровой практики в июле 2017 года Турицов был отдан в аренду в «Литекс». За полтора года проведённых в этом клубе сыграл в 36 матчах Второй лиги, после чего 15 февраля 2019 года официально вернулся в ЦСКА. Спустя несколько дней дебютировал в Первой лиге страны, отыграв весь матч в домашнем поединке «армейцев» против «Ботева» из Врацы.
Вместе с партнёрами по ЦСКА стал обладателем Кубка Болгарии 2020/21.
На некоторые матчи чемпионата выводил «армейцев» в качестве капитана команды.

## Карьера в сборной
За молодёжную сборную Болгарии дебютировал 22 марта 2019 года в товарищеской игре против сверстников из Северной Ирландии.
За основную команду страны впервые сыграл 26 февраля 2020 года в товарищеском матче против белорусов.

## Достижения
ЦСКА (София)
- обладатель Кубка Болгарии: 2020/21[болг.]